# Eva von Platen-Hallermund
Eva von Platen-Hallermund (* 18. Juli 1965 in Frankfurt am Main) ist eine deutsche Künstlerin, Filmemacherin und Professorin für Bildende Kunst.

## Biografie
Eva von Platen-Hallermund begann 1987 ein Studium der Malerei in Florenz. Anschließend studierte sie von 1988 bis 1994 an der Hochschule für Gestaltung Offenbach am Main Visuelle Kommunikation. 1995 erhielt sie von der Hessischen Kulturstiftung ein Arbeitsstipendium für New York City. Zur selben Zeit arbeitete von Platen als Zeichnerin und Regisseurin von Werbefilmen. 1997 bis 1999 unternahm sie ein Aufbaustudium im Bereich Medien und Film an der Kunsthochschule für Medien Köln.
Nach einer Autorentätigkeit für Film und Bühne war sie von 2002 bis 2005 als Zeichnerin und Illustratorin freie Mitarbeiterin beim Kinderfernsehen des WDR. In den Jahren 2003 und 2004 hatte sie einen Lehrauftrag für visuelle Kommunikation an der Fachhochschule Dortmund inne. Seit 2005 hält sie eine Professur an der Akademie der Bildenden Künste Nürnberg. Eva von Platen-Hallermund erhielt für ihre Arbeiten Preise und Förderungen. Ihre Illustrationen erschienen in internationalen Publikationen und Zeitschriften. Sie wirkte an Filmproduktionen mit.

## Ausstellungen (Auswahl)
- 2019 „Bezeichnend“, Marburger Kunstverein
- 2018 „Der große Anspruch des kleinen Bildes“, Galerie Barbara Wien, Berlin
- 2017 Gabriele Münter Preis 2017, Akademie der Künste, Berlin
- 2015 Triennale Zeichnung, Kunstmuseum Erlangen
- 2013 „Super Visions - Zeichnen und Sein“, Museum Schloß Moyland, Bedburg-Haus
- 2010: „Funktionen der Zeichnung“, Museum für Moderne Kunst, Frankfurt am Main
- 2008: „Vertrautes Terrain – Aktuelle Kunst in oder um Deutschland“, Zentrum für Kunst und Medientechnologie Karlsruhe
- 2004 9. Triennale Kleinplastik, Fellbach
- 2001: „Frankfurter Kreuz“, Schirn Kunsthalle Frankfurt, Frankfurt am Main
- 1999 „Szenenwechsel XVI“, Museum für Moderne Kunst, Frankfurt am Main